# Rumienica
Rumienica – wieś w Polsce położona w województwie warmińsko-mazurskim, w powiecie iławskim, w gminie Lubawa.
Od średniowiecza do I rozbioru Polski (1772 r.) należała do dóbr stołowych biskupów chełmińskich. 
W 1906 r. w miejscowej szkole elementarnej odbył się strajk dzieci przeciwko nauczaniu religii w języku niemieckim, który trwał tydzień. Z uczestników strajku znane są nazwiska następujących dzieci: Bieżuński, Staniszewski. Strajk był elementem znacznie większej akcji biernego oporu wobec pruskich władz szkolnych, która na przełomie 1906 i 1907 r. objęła ponad 460 (!) szkół w prowincji Prusy Zachodnie, czyli przedrozbiorowe Pomorze Gdańskie, Powiśle, ziemię chełmińską i ziemię lubawską oraz część Krajny. Inspiracją dla strajków pomorskich były wcześniejsze działania dzieci w prowincji wielkopolskiej, ze słynnym strajkiem we Wrześni (1901) na czele. 
W okresie międzywojennym w miejscowości stacjonowała placówka 13 batalionu celnego, potem placówka Straży Celnej „Rumienica” a po reorganizacji placówka Straży Granicznej I linii „Rumienica”.
W latach 1975–1998 miejscowość administracyjnie należała do województwa olsztyńskiego.